# Eaux-Puiseaux

Eaux-Puiseaux este o comună în departamentul Aube din nord-estul Franței. În 1 ianuarie 2022 avea o populație de 251 de locuitori.